# Årder

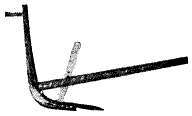
Hälsingeårder (stångårder) av ärjkrokstyp.

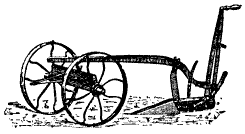
Hjul- eller kärrårder.

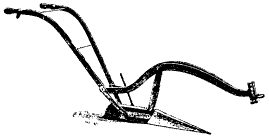
Svängårder.

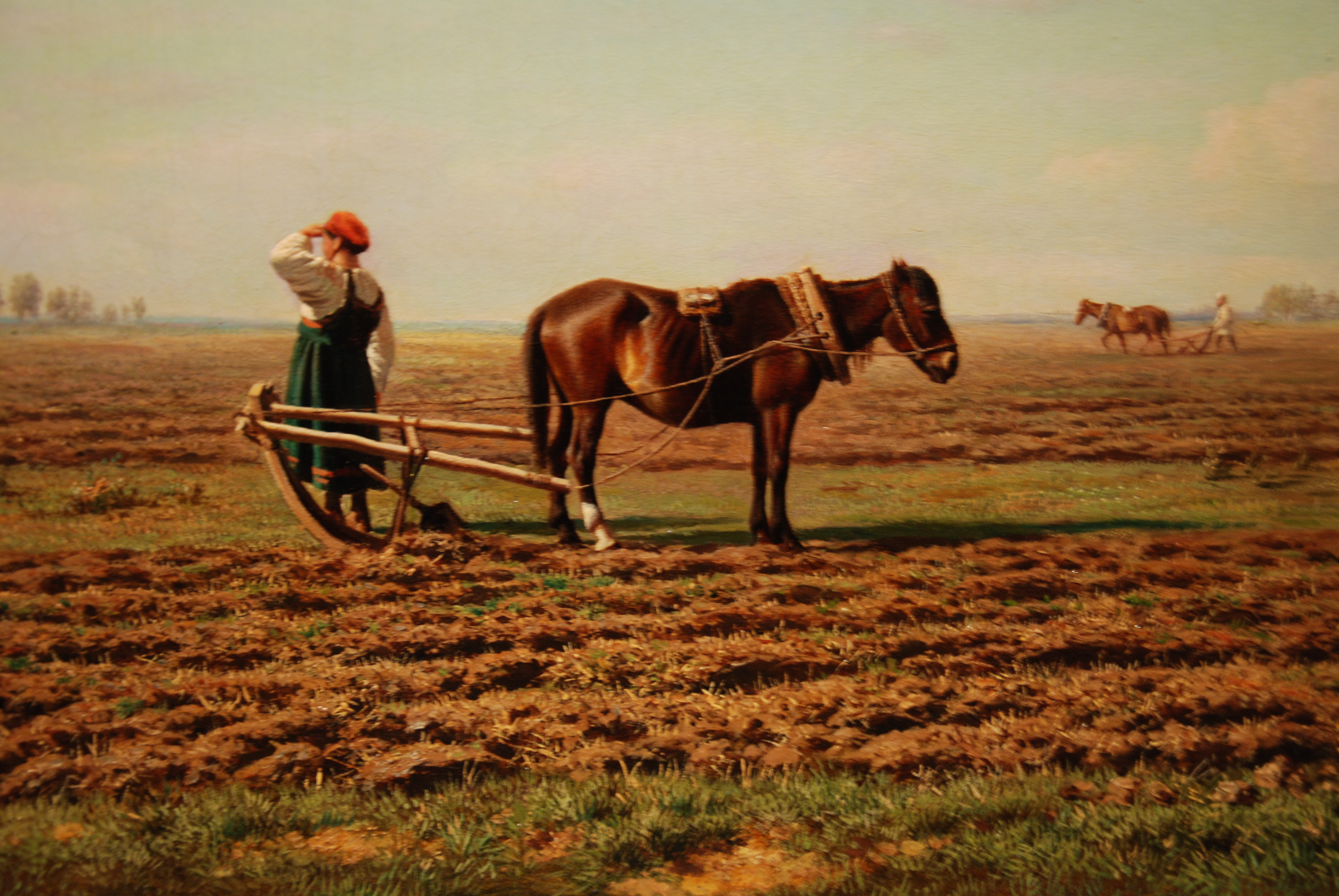
Gaffelplog på Michail Klodts På åkern, 1871

Ett årder (fsv: arþer) är ett jordbearbetningsredskap som till skillnad från en plog inte har någon vändskiva. Att bereda jorden för sådd med årder kallas att ärja. Med årder menas ofta ett djurdraget redskap, men ibland inkluderas även handårder eller hackårder, vilket i det närmaste är det samma som en hacka. I många fall kan det arkeologiska fynd av primitiva årderbillar vara svårt att avgöra om de varit hackårder eller dragårder av något slag.

## Historik

### Bakgrund
Årdret är historiskt betydligt äldre än plogen och man skiljer mellan tre huvudtyper av förhistoriska årder. Det äldsta är krokårdret som var konstruerat med dragås och årderfot i ett stycke med en horisontell ojusterbar årderbill och separat styre. Det ersattes i Skandinavien senast på 800-talet f.Kr. av bågårdret som hade en separat reglerbar bill och årderfoten i ett stycke med styret, vilket sammantaget gjorde det möjligt att vinkla billen och dessutom gav en effektivare styrning. Bågårdret har långt fram i tiden varit brukat i nedre Norrland och sydöstra Skåne. En annan mycket gammal årdervariant är sulårdret, där billen utgör ett separat årderfot, en "sula", men i övrigt endast bestod av ett styre och en dragstång. Denna variant hade sin främsta utbredning i Västergötland och på Gotland, där det även kallats "spetsplog".
En mycket gammal årdertyp är också stångårdret som kallas så på grund av den raka dragåsen som fästes vid styret genom intappning, det vill säga att ett hål för dragåsen borrades i styret. På styrets baksida låstes dragåsen med en tapp. Genom ett hål i dragåsen framför styret fördes sedan en vertikal "framståndare" som i sin tur intappades i årderfotens ovansida, vilket stabiliserade årdret och ökade draghållfastheten väsentligt.

### Tidig utveckling
Den viktigaste förbättringen av årdret under förhistorisk tid var järnbillen som infördes från 500–talet e.Kr. De förmedeltida järnbillarna var små, med en vikt på endast ca 300–500 gram men de innebar ändå en långsam teknologisk revolution. Under de följande 500 åren ersatte de successivt träbillen som omkring år 1000 försvunnit helt.
På Gotland och i Uppland, Västergötland samt Östergötland finns gott om spår efter åkrar som brukats med årder under bronsåldern och järnåldern. De har en kvadratisk form, varierande i storlek från ca 400 m² (20x20 m) till 2 500 m² (50x50 m) och kallas bassängåkrar (på engelska oegentligt: celtic fields) på grund av sin form. Eftersom ett årder före järnbillens tid inte nådde särskilt djupt i marken korsärjdes åkrarna. Man ärjde alltså först åt ett håll och sedan en gång till vinkelrätt mot de första fårorna. Denna metod flyttade successivt jord från åkrarnas mitt mot kanterna och skapade en bassängformad åkeryta med så tydliga kanter att de på många ställen är synliga än idag för ett tränat öga.

### Senare medeltid
Under medeltiden introducerades det fyrsidiga årdret, med dragstången förlängd i en läkt ovanför årderfoten, vilket ger årdret en fyrsidig profil. Man skiljer mellan högårder och lågårder. Lågårdret hör främst hemma i de skånska slättbygderna. Här har även förekommit en variant influerad av kärrplogen med framståndaren vilande på en kärra, kallad kärrårder.
Under 1400-talets senare del introducerades den viktigaste förbättringen sedan järnbillen, nämligen högårdret. Det hade en läkt monterad högst upp mellan styret (eller "bakståndaren") och framståndaren som båda intappades i läkten. Läktens bakersta del formades till ett styrhandtag. Fördelen med denna konstruktion var att plöjaren vid behov kunde gå vid sidan av årdret och tynga ner det genom att ta tag i läkten och belasta årdret med sin kroppsvikt, vilket möjliggjorde en djupare ärjning.
I östra Sverige och Finland brukades högårder med så kallade "vårskidor", en skakelanordning som kunde träs på åsen och var vridbar kring den, vilket gjorde årdret vridbart i sidled. Konstruktionen gav möjligheten att vända jorden även utan plogbill om årdret tippades i sidled.
"Gaffelplog", även kallad "gaffelårder" eller "finnplog" är en i Ryssland och Finland förekommande årdertyp. Benämningen "gaffelplog" kommer från årderns tvådelade plogbill. Skogsfinnarna förde med sig gaffelplogen till Sverige och Norge och använde den när de skulle röja åker som komplement eller ersättning av sitt svedjebruk. Gaffelplogen var inte ovanlig i nordsvenska trakter mot Finland.

### Efter medeltiden
Redan före medeltidens intåg fick årdret konkurrens av plogen, men den spred sig endast långsamt norrut. Ännu vid mitten av 1700-talet förekom plogar mycket sparsamt i hela sydöstra Sverige. Först under slutet av 1800-talet kom plogens definitiva genombrott i det svenska jordbruket. Potatisodlingens införande innebar under 1800-talet en återkomst för årdret i delar av Sverige, där bruket av årder undantryckts av plogens intåg i jordbearbetningen.
Sveriges största samling av årder finns i Nordiska museets samling av jordbearbetningsredskap. Omkring 190 årder, varav 36 är modeller, finns bevarade från hela Sverige.